# Děčínská kotva (soutěž floristů)
Soutěž floristů Děčínská kotva je zároveň od roku 1996 Mistrovstvím floristů České republiky. Soutěž je pořádána Střední školou zahradnickou a zemědělskou Antonína Emanuela Komerse, Děčín - Libverda. Vyhlašovatelem soutěže je Svaz květinářů a floristů České republiky. Koná se v Děčíně každoročně již od roku 1971 a je podporována Ústeckým krajem, ministerstvem zemědělství, Českým zahrádkářským svazem, Zahradnickou fakultou Mendelovy univerzity a řadou dalších institucí. Soutěž je vyhlašována v kategoriích Žák, Junior, Senior a Hobby a vše hodnotí odborná porota složená z profesionálních floristů. 